# Danbury, North Carolina
Danbury är administrativ huvudort i Stokes County i North Carolina. Enligt 2010 års folkräkning hade Danbury 189 invånare.